# Montagnes françaises
Les montagnes françaises (aussi appelées Gaa Kaba) sont des collines granitiques du massif central guyanais (aussi appelé Bande médiane), situées dans le département français de la Guyane. Elles sont situées à une vingtaine de kilomètres au nord du bourg de Grand-Santi sur la rive droite du fleuve Maroni.
Le point culminant de ces collines est de 623 m ou 631 m selon les sources.